# 공무상비밀표시무효죄
| |
| 형법 刑法 |
| 형법학 · 범죄 · 형벌 죄형법정주의 |
| 범죄론 |
| 구성요건 · 실행행위 · 부작위범 간접정범 · 미수범 · 기수범 · 중지범 불능범 · 상당인과관계 고의 · 고의범 · 착오 과실 · 과실범 공범 · 정범 · 공동정범 공모공동정범 · 교사범 · 방조범 |
| 항변 |
| 위법성조각사유 · 위법성 · 책임 · 책임주의 책임능력 · 심신상실 · 심신미약 · 정당행위 · 정당방위 · 긴급피난 · 오상방위 · 과잉방위 · 강요된 행위                                     |
| 죄수 |
| 상상적 경합 · 연속범 · 병합죄 |
| 형벌론 |
| 사형 · 징역 · 금고 벌금 · 구류 · 과료 · 몰수 법정형 · 처단형 · 선고형 자수 · 작량감경 · 집행유예                                                                                  |
| 대인범죄 |
| 보통살인죄 · 존속살해죄 · 자살교사·방조죄 |
| 촉탁승낙살인죄 · 영아살해죄 · 낙태죄 |
| 상관살해죄 |
| 폭행죄 · 상해치사죄 · 절도죄 |
| 성범죄 · 성매매알선 · 강간죄 |
| 유괴 · 과실치사상죄 · |
| 대물범죄 |
| 손괴죄 · 방화죄 |
| 절도죄 · 강도죄 · 사기죄 |
| 사법절차 방해죄 |
| 공무집행방해죄 · 뇌물죄 |
| 위증죄 · 배임죄 |
| 미완의 범죄 |
| 시도 · 모의 · 공모 |
| 형법적 항변 |
| 자동증, 음주 & 착오 |
| 정신 이상 · 한정책임능력 |
| 강박 · 필요 |
| 도발 · 정당방위 |
| 다른 7법 영역 |
| 헌법 · 민법 · 형법 |
| 민사소송법 · 형사소송법 · 행정법 |
| 포털: 법 · 법철학 · 형사정책 |
| v • d • e • h |

공무상표시무효죄(公務上標示無效罪)는 공무원이 그 직무에 관하여 실시한 봉인(封印) 또는 압류(押留) 기타 강제처분의 표시를 손상 또는 은닉(隱匿)하거나 기타 방법으로 그 효용(效用)을 해하거나 또는 공무원이 그 직무에 관하여 비밀로 한 봉함(封緘)기타의 문서나 도화를 개피(開披)하는 죄. 5년 이하의 징역 또는 700만 원 이하의 벌금에 처한다(140조). '봉인'이란 물건에 대한 임의처분을 금지하기 위하여 그 물건에 실시된 금지의사의 상징이라고 인정될 수 있는 봉함 기타의 설비를 말한다. 당해 공무원의 인장이 찍혀 있어야 하는 것은 아니고 물건명·연월일·집달관(執達官)의 성명 및 소속법원 등을 기입한 지편(紙片)을 감아두는 것도 봉인을 실시한 것이다. '압류'란 공무원이 그 직무상 보관해야 할 물건을 자기의 점유로 옮기는 강제처분을 말한다. '봉인·압류·기타의 강제처분의 표시'는 적법한 것이라야 하는가에 관하여는 적극·소극의 양설이 있는 바 적극설이 통설이나 세부적인 점에 이르기까지 적법적일 필요는 없다고 한다(판례). 미수범도 처벌한다(143조). 공무상비밀표시무효죄(公務上秘密標示無效罪)라고도 한다.

## 조문
형법 제140조 제1항 공무원이 그 직무에 관하여 실시한 봉인 또는 압류 기타 강제처분의 표시를 손상 또는 은닉하거나 기타 방법으로 그 효용을 해한 자는 5년 이하의 징역 또는 700만원 이하의 벌금에 처한다.

第141條(公用書類 等의 無效, 公用物의 破壞) ① 公務所에서 使用하는 書類 其他 물건 또는 電磁記錄등 特殊媒體記錄을 損傷 또는 隱匿하거나 其他 方法으로 그 效用을 害한 者는 7年 以下의 懲役 또는 1千萬원 以下의 罰金에 處한다. <改正 1995.12.29.>
②公務所에서 使用하는 建造物, 船舶, 汽車 또는 航空機를 破壞한 者는 1年 以上 10年 以下의 懲役에 處한다.

## 사례
위키미디어 재단이 기부금 부족으로 인해 서버 전기요금을 내지 못하자 운영 서버가 압류되었고 집행관들이 와서 빨간 딱지를 붙이고 갔다. 만약 이 딱지를 떼어낼 경우 본죄가 성립한다.

## 판례
- 온천수 사용금지 가처분결정이 있기 전부터 온천이용허가권자인 가처분 채무자로부터 이를 양수하고 임대차계약의 형식을 빌어 온천수를 이용하여 온 제3자가 위 금지명령을 위반하여 계속 온천수를 사용한 행위가 공무상표시무효죄를 구성하지 않는다.[1]
- 甲은 자신의 실용신안권을 침해한 乙에 대하여 침해제품의 생산을 금지하고 보관중인 침해제품의 점유를 풀고, 집행관은 이를 보관하며 그 명령의 취지를 공시하도록 하는 내용의 가처분결정을 받았고, 이에 따라 집행관이 위 부작위명령을 고시하였을 뿐 乙이 보관중인 침해제품을 자신의 점유로 옮기는 등 구체적인 집행행위를 하지 아니한 경우, 乙이 위 부작위명령을 위반한 것만으로 공무상 표시의 효용을 해하는 행위에 해당하지 아니한다.[2]
- 공무원이 그 직무에 관하여 실시한 봉인 등의 표시가 유효함에도 법률상 효력이 없다고 믿은 경우 그와 같이 믿은 데에 정당한 이유가 없는 이상 그와 같이 믿었다는 사정만으로 는 공무상 표시무효죄의 죄책을 면할 수 없다.[3]
- 출입금지가처분은 그 성질상 가처분채권자의 의사에 반하여 건조물 등에 출입하는 것을 금지하는 것이므로 비록 가처분결정에 그러한 취지가 명시되어 있지 않다고 하더라도 가 처분채권자의 승낙을 얻어 그 건조물 등에 출입하는 경우에는 출입금지가처분 표시의 효용을 해한 것이라고 할 수 없다.[4]
- 공무원이 그 직권을 남용하여 위법하게 실시한 봉인 또는 압류 기타 강제처분의 표시임이 명백하여 법률상 당연무효 또는 부존재라고 볼 수 있는 경우에는 그 봉인 등의 표시는 공무상 표시무효죄의 객체가 되지 아니하여 이를 손상 또는 은닉하거나 기타 방법으로 그 효용을 해한다 하더라도 공무상 표시무효죄가 성립하지 아니한다 할 것이지만 공무원 이 실시한 봉인 등의 표시에 절차상 또는 실체상의 하자가 있다고 하더라도 객관적 일반 적으로 그것이 공무원이 그 직무에 관하여 실시한 봉인 등으로 인정할 수 있는 상태에 있다면 적법한 절차에 의하여 취소되지 아니하는 한 공무상 표시무효죄의 객체로 된다.[5]

### 객체
- 유체동산 압류 시 게시하는 '공시서', 출입금지가처분결정의 집행 당시 계쟁 토지 등에 세워놓은 '고시판', 선박의 조타실에 행한 감수보존집행표시 등이 이에 해당한다[6].

- 표시 자체의 효력을 사실상 감소 또는 소멸시키는 것을 의미하고, 그 표시의 근거인 처분의 법률상의 효력까지 상실케 한다는 의미는 아니다.[7]

### 성립긍정판례
- 슈퍼마켓 영업을 금지하는 내용의 영업금지가처분결정이 발령되고 집행관이 그 취지가 기재된 고시문을 건물 벽에 부탁하였는데도 영업을 계속하였다.[8]
- 예배방해금지가처분결정이 발령되고, 집행관이 가처분결정문을 교회 본당에 부착하였는데 이에 반하여 예배활동 등을 방해하였다.[9]
- 업무방해 및 출입금지가처분결정이 발령되고, 집행관이 위 가처분 결정을 회사공장 정문 등에 공고하였는데 이에 반하여 공장에 출입하였다.[10]
- 주차장에 대해 영업방해금지가처분결정이 발령되고 집행관이 그 취지가 기재된 고시문을 게시하였는데 이에 반하여 주차장에 대한 사용 방해를 중단하지 않고 종전의 관리 형태를 유지하였다[11].
- 영업행위금지 및 영업방해금지의 가처분결정이 발령되고, 집달리가 문제된 판매장에 그 취지가 기재된 고시판을 세워 두었는데, 판매 업무를 계속하였다[12].
- 건물의 점유이전금지가처분 채무자가 그 가처분의 집행 취지가 기재된 고시문이 그 가처분 목적물에 부착된 이후 제3자로 하여금 그 건물 중 일부에서 영업을 할 수 있도록 한 경우, 공무상표시무효죄의 성립 여부(적극)[13]

### 성립부정판례
- 집행관이 부작위를 명하는 가처분 발령사실을 고시하였을 뿐 구체적인 집행행위를 하지 않은 상태에서 채무자가 부작위명령을 위반한 경우, 형법 제140조 제1항 공무상표시무효죄가 성립하는지 여부(소극)[14]

## 참고 문헌
- 2009년 8월 31일 법률신문 실용신안권 침해금지 가처분과 형법상 공무상 표시무효죄 김운호 변호사(법무법인 광장)

## 같이 보기
- 대한민국 형법 제140조
- 공무집행방해죄